# Adolf Streer von Streeruwitz
Adolf Streer rytíř von Streeruwitz, též Georg Adolf Streer von Streeruwitz (13. října 1828 Stříbro –25. února 1890 tamtéž), byl rakouský a český šlechtic a politik německé národnosti, v 2. polovině 19. století poslanec Českého zemského sněmu a Říšské rady. Otec pozdějšího rakouského meziválečného kancléře Ernsta Streeruwitze.

## Biografie
Narodil se roku 1828 ve Stříbře. Profesně působil jako poštmistr ve městě Stříbro, později zde byl zvolen starostou. Zasloužil se o to, že v roce 1870 bylo Stříbro vybráno za sídlo reálného a vyššího gymnázia, které následně bylo vybudováno na náklady českého studijního fondu. Jako stříbrský starosta se připomíná ještě k roku 1875.
Od 60. let 19. století se zapojil i do zemské a celostátní politiky. V roce 1863 byl dodatečně zvolen na Český zemský sněm v městské kurii (obvod Planá – Tachov – Stříbro – Žandov). V řádných zemských volbách v lednu 1867 mandát za týž obvod obhájil, stejně jako v krátce poté vypsaných volbách v březnu 1867. V následujících zemských volbách v roce 1870 se do sněmu dostal za kurii venkovských obcí (obvod Plzeň – Touškov – Stříbro – Stod) a opětovně byl zde zvolen ve volbách v roce 1872. Po korekci ve vymezení volebních okrsků usedl ve volbách v roce 1878 do zemského sněmu za kurii venkovských obcí (obvod Stříbro – Touškov – Stod). Mandát zde obhájil ve volbách v roce 1883 a volbách v roce 1889.
Zasedal také v Říšské radě (celostátní zákonodárný sbor), kam ho vyslal zemský sněm roku 1867 (tehdy ještě Říšská rada nevolena přímo, ale tvořena delegáty jednotlivých zemských sněmů). Znovu byl do vídeňského parlamentu delegován zemským sněmem roku 1872. Složil poslanecký slib 7. května 1872. Uspěl i v prvních přímých volbách do Říšské rady roku 1873, za kurii venkovských obcí, obvod Stříbro, Horšovský Týn, Přimda atd. Porazil zde klerikálního kandidáta hraběte Karla Schönborna. Za tento obvod Streer von Streeruwitz obhájil mandát i ve volbách do Říšské rady roku 1879.
Působil jako zpravodaj při projednávání četných zákonů, například návrhu zákona o zajištění železniční trati z Plzně přes Klatovy do Železné Rudy. V letech 1873–1874 byl zvolen i do rakousko-uherských delegací (ad hoc volený orgán dojednávající záležitosti společné oběma částem dualistické monarchie).
Politicky se řadil k takzvané Ústavní straně (liberálně a centralisticky orientovaná, odmítající federalistické aspirace neněmeckých etnik). Po volbách v roce 1873 se uvádí coby jeden z 67 členů staroliberálního Klubu levice, vedeného Eduardem Herbstem. I po dalších volbách se v říjnu 1879 uvádí jako člen staroněmeckého Klubu liberálů (Club der Liberalen). Později patřil k Německé pokrokové straně.
Zemřel roku 1890. V dubnu 1890 již místo něj do zemského sněmu byl zvolen Vinzenz Hofmann.
Byl otcem pozdějšího rakouského meziválečného kancléře Ernsta Streeruwitze, který se narodil ve Stříbře roku 1874.